# System opieki zdrowotnej na Malcie

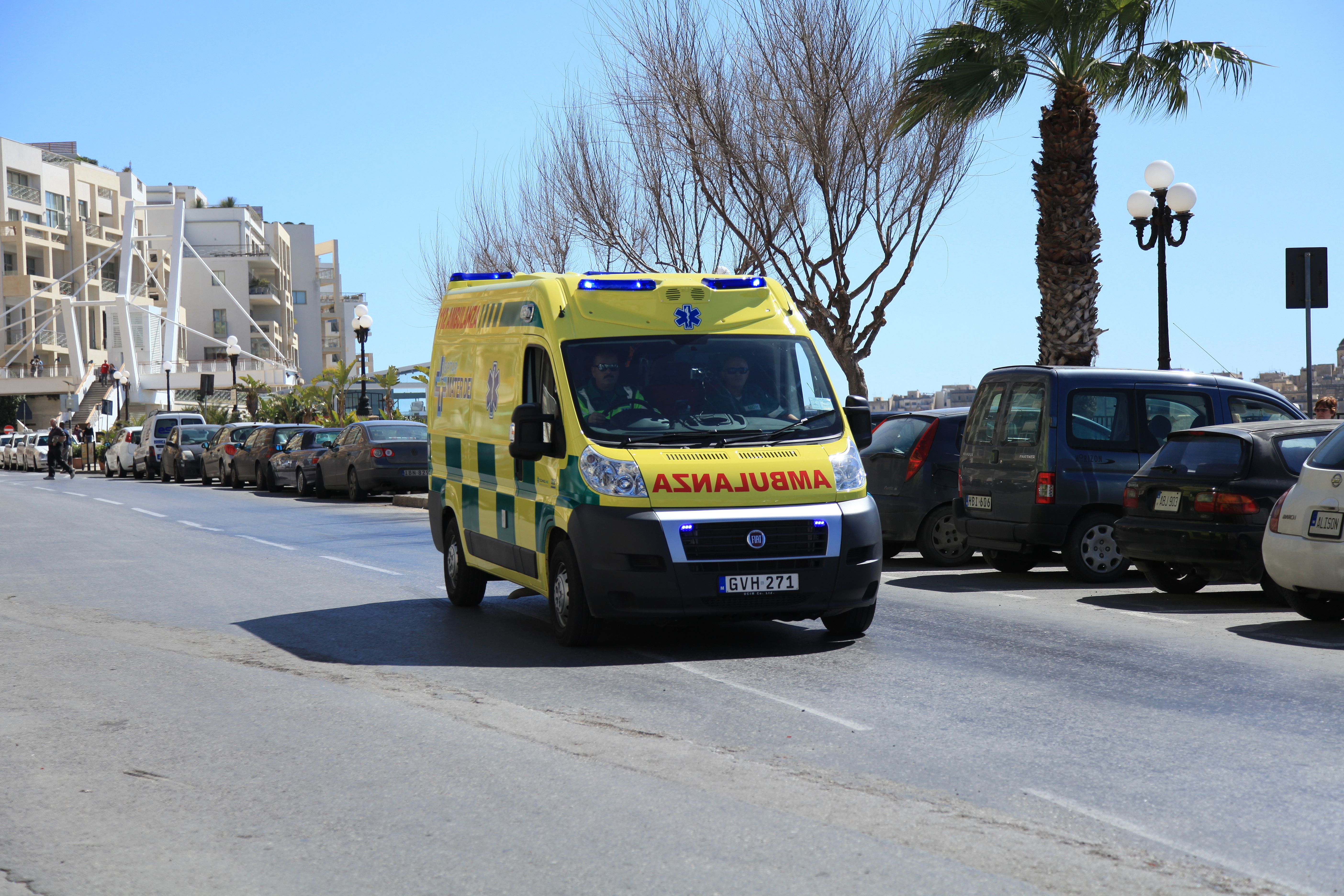
Ambulans na Malcie

System opieki zdrowotnej na Malcie – zespół osób i instytucji mający za zadanie zapewnić opiekę zdrowotną ludności na Malcie.
Maltański system opieki zdrowotnej jest finansowany z podatków oraz ubezpieczeń społecznych i działa poprzez zakłady opieki zdrowotnej i szpitale publiczne. Państwowy Fundusz obejmuje większość usług medycznych, w tym leczenie przez specjalistów, hospitalizację, rehabilitację, recepty, ciąże i porody. Rząd zapewnia podstawową opiekę zdrowotną w centrach medycznych oraz klinikach.
Ministerstwo Zdrowia (ang. Ministry for Health, MFH) jest odpowiedzialne za świadczenie usług zdrowotnych oraz regulacje i ustanawianie standardów usług zdrowotnych. Ministerstwo Rodziny i Solidarności Społecznej (ang. Ministry for the Family and Social Solidarity, MFSS) jest odpowiedzialne za politykę społeczną i politykę w odniesieniu do dziecka, rodziny, osób niepełnosprawnych oraz starszych. Całkowite wydatki na system opieki zdrowotnej wyniosły w 2012 roku 8,7% produktu krajowego brutto (PKB) Malty.
Obywatele Unii Europejskiej mogą korzystać bezpłatnie z opieki zdrowotnej, ale tylko po okazaniu Europejskiej Karty Ubezpieczenia Zdrowotnego, wraz z dokumentem tożsamości. W przypadku braku tych dokumentów lub jeśli pacjent nie jest obywatelem Unii Europejskiej, rachunek za opiekę zdrowotną musi być zapłacony w całości przed opuszczeniem zakładu opieki zdrowotnej. Malta podpisała specjalne umowy zdrowotne z Australią i Wielką Brytanią. Obywatele tych krajów przez okres do jednego miesiąca mają prawo do bezpłatnej opieki medycznej i szpitalnej.
Osoby o niskich dochodach, kobiety w ciąży, osoby przewlekle chore oraz osoby bezrobotne nie muszą płacić za leki wydawane na receptę.
Uniwersytet Maltański posiada wydziały medyczne.

## Centra medyczne / kliniki
Centra medyczne świadczą podstawowe usługi medyczne świadczonych przez rząd. Oprócz lekarza ogólnego obejmuje usługi specjalistyczne. Na Malcie funkcjonuje dziewięć centrów medycznych, osiem na wyspie Malta i jedno na wyspie Gozo:
- Floriana Health Centre we Floriana
- Gzira Health Centre w Gzira
- Qormi Health Centre w Qormi
- Paola Health Centre w Paola
- Cospicua Health Centre w Cospicua
- Mosta Health Centre w Mosta
- Rabat Health Centre w Rabat
- Birkirkara Health Clinic w Birkirkara
- Gozo Health Centre / Victoria Health Centre w Victoria, Gozo

## Szpitale

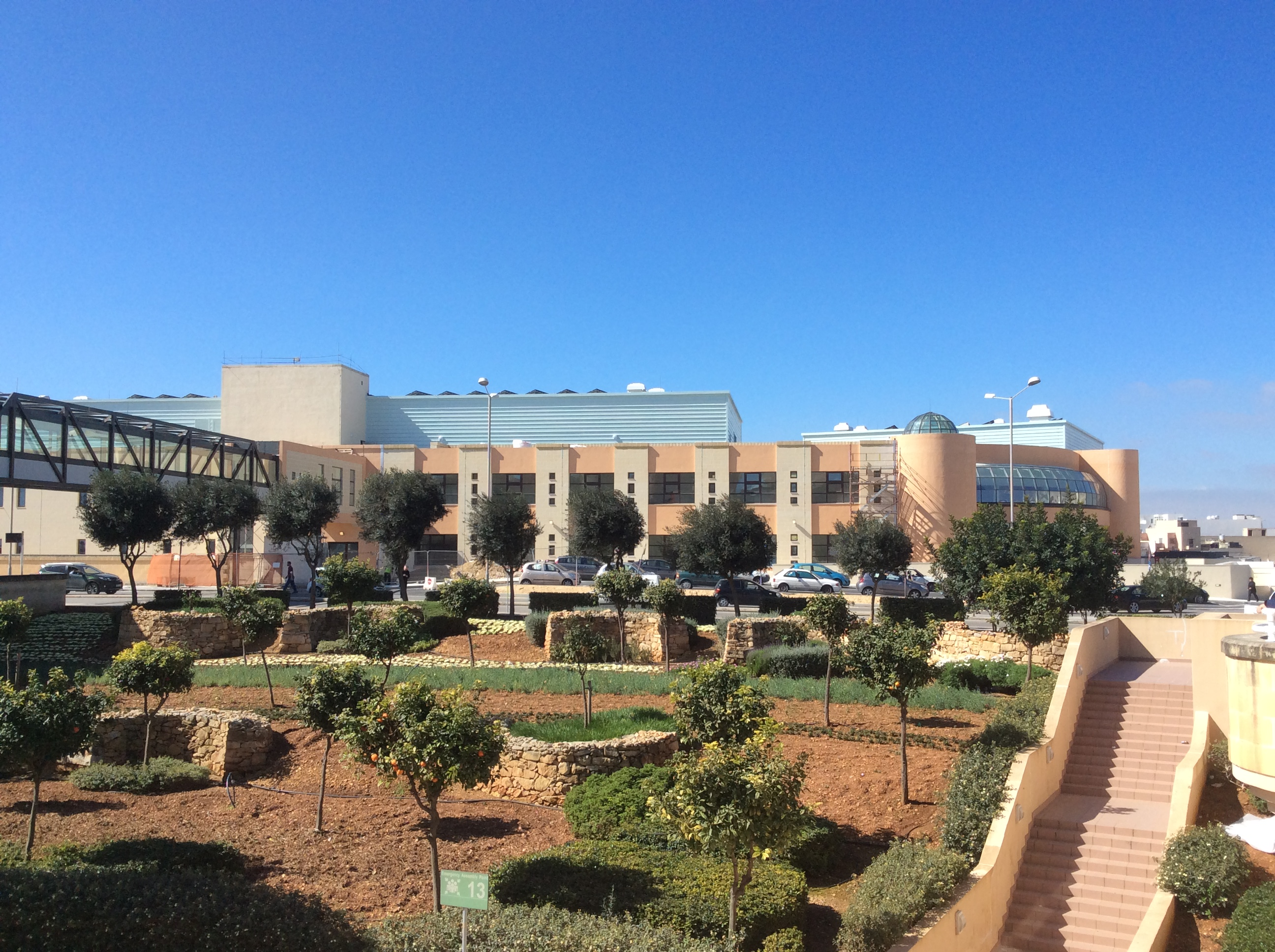
Mater Dei Hospital

Na Malcie funkcjonują dwa publiczne szpitale ogólne:
- Mater Dei Hospital w Msida na wyspie Malta
- Gozo General Hospital w Rabat (Victoria) na wyspie Gozo

Działają także trzy publiczne szpitale specjalistyczne:
- Sir Paul Boffa Hospital we Floriana – szpital onkologiczny, dermatologiczny i paliatywny
- Karin Grech Hospital w Msida – szpital rehabilitacyjny
- Mount Carmel Hospital w Attard – szpital psychiatryczny

Pozostałe publiczne:
- Zammit Clapp Hospital w San Giljan – dom starców
- St Vincent de Paul Residence

Działa także kilka prywatnych szpitali:
- Saint James Hospital w Sliema[11]
- DaVinci Hospital w Birkirkara[12]
- St. Mark’s Health Clinic w Msida

## Apteki
Apteki na Malcie funkcjonują w każdej miejscowości, w niektórych miejscowościach takich jak Birkirkara czy Sliema działa ich kilkanaście. Większość aptek oprócz dostarczania leków, oferuje również usługę lekarza ogólnego, niektóre również lekarza specjalisty. Jednakże są to usługi płatne. Większość aptek na Malcie jest otwartych od poniedziałku do piątku w godzinach od 09:00 do 13:00 oraz od 16:00 do 19:00. W sobotę są otwarte w godzinach od 09:00 do 12:00. Niektóre apteki dyżurują też w niedzielę. Spis aptek otwartych w daną niedzielę są umieszczane na specjalnej stronie internetowej.